# Horn György
Horn György (1951. november 24. –) magyar pedagógus, a magyar alternatív pedagógia meghatározó alakja. Az Alapítványi és Magániskolák Egyesületének elnöke, az Alternatív Közgazdasági Gimnázium pedagógiai vezetője, Horn Gábor testvére.

## Életpályája
Pedagóguscsalád első gyermekeként született. Családjának vagyonát felvidéki zsidótörvények és a kommunizmus vette el. 1976-ban végzett közgazdász tanárként, de már 1975 óta teljes állású pedagógusként dolgozott. 1975 és 1983 között két osztály osztályfőnökeként az I. István Közgazdasági Szakközépiskola tanára volt. 1983-ban az ország legfiatalabb középiskola igazgatója lett. A Marx Károly Közgazdaságtudományi Egyetem gyakorló iskoláját, a II. Rákóczi Ferenc Közgazdasági Szakközépiskolát vezette az Alternatív Közgazdasági Gimnázium (AKG) alapításáig, 1988-ig, melynek kitalálója, elindítója és társaival együtt alapítója, és azóta igazgatója.

## Művei
- Horn Miklós–Horn György: A politikai gazdaságtan középiskolai tanításának módszertana; Tankönyvkiadó, Bp., 1981

## Díjai, elismerései
Kiss Árpád- és Apáczai Csere János-díjas (2007) pedagógus.